# Platymantis naomiae
Platymantis naomiae és una espècie de granota que viu a les Filipines.